# Vivienne Westwood
Vivienne Isabel Westwood, född Swire den 8 april 1941 i Tintwistle i Derbyshire, död 29 december 2022 i Clapham i Lambeth i London, var en brittisk modedesigner. På 1970-talet förknippades hon med Sex Pistols och punkstilen. Hennes design med mycket läder, svarta plagg, avsiktliga hål, detaljer av metall samt aparta kombinationer av material och kläddetaljer var väsentliga för punkens mode.
Hon var lärare när hon gifte sig med den självlärde designern Derek Westwood 1962. De skildes 1965 och Westwood flyttade ihop med Malcolm McLaren, senare känd som manager för Sex Pistols. De två öppnade 1971 klädbutiken Let it Rock i London; 1976 bytte butiken namn till SEX. Paret fick också en son, Joseph Corre, som i dag är ägare till klädmärket Agent Provocateur. År 1981 separerade Westwood och McLaren men deras kommersiella samarbete fortsatte till 1986.
Vivianne Westwood blev Officer of the Order of the British Empire (OBE) 1992 och Dame Commander of the Order of the British Empire (DBE) 2006.

## Galleri

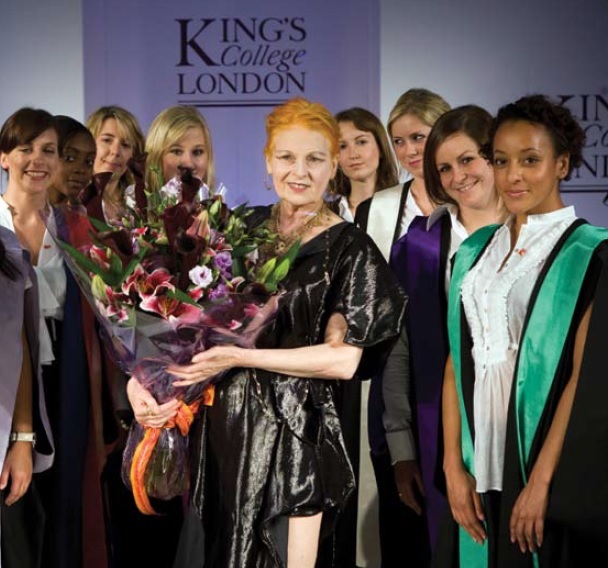
Academic dress för King's College London i olika färger av Vivienne Westwood 2008.
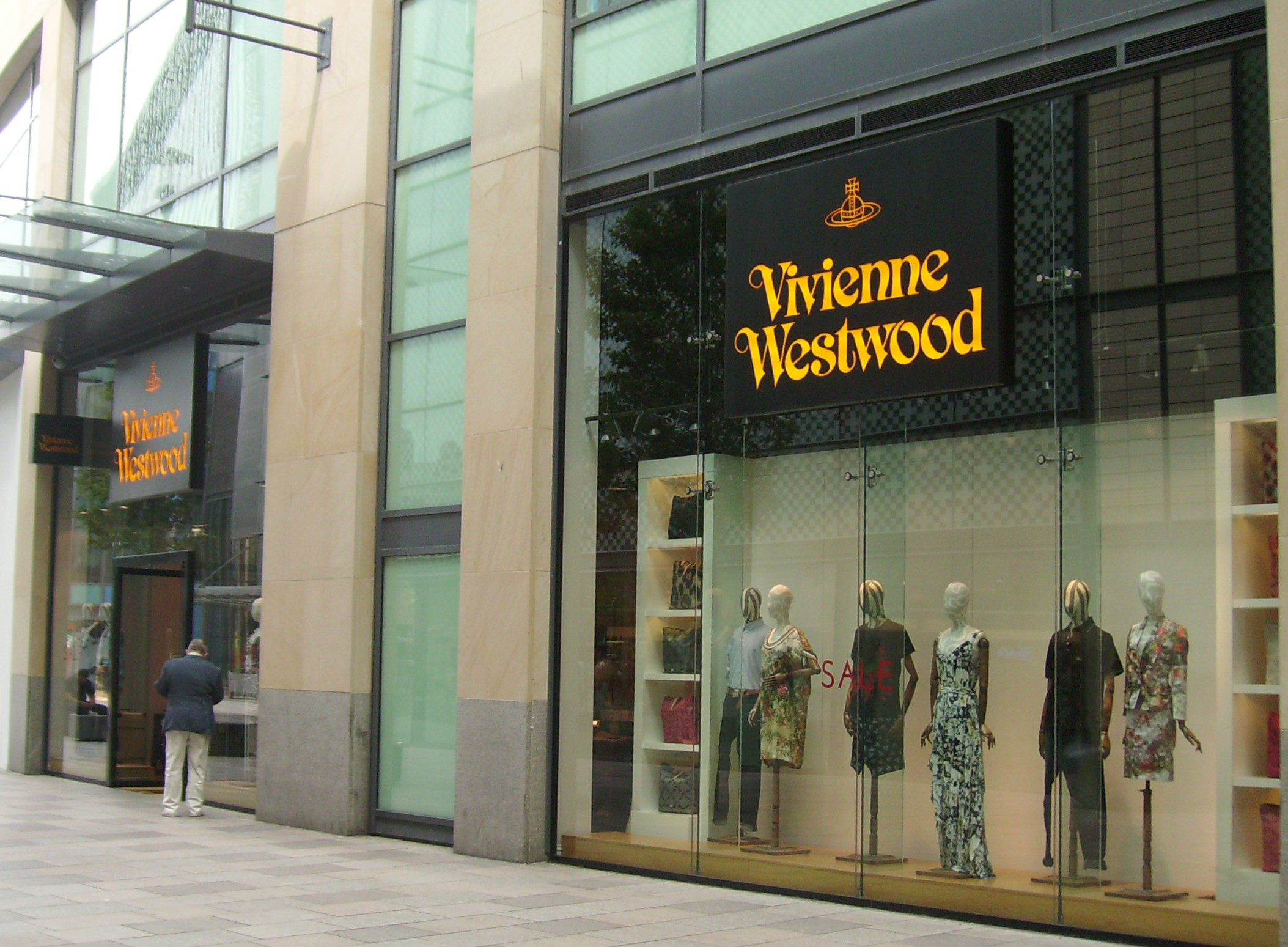
Vivienne Westwoods affär i Cardiff.
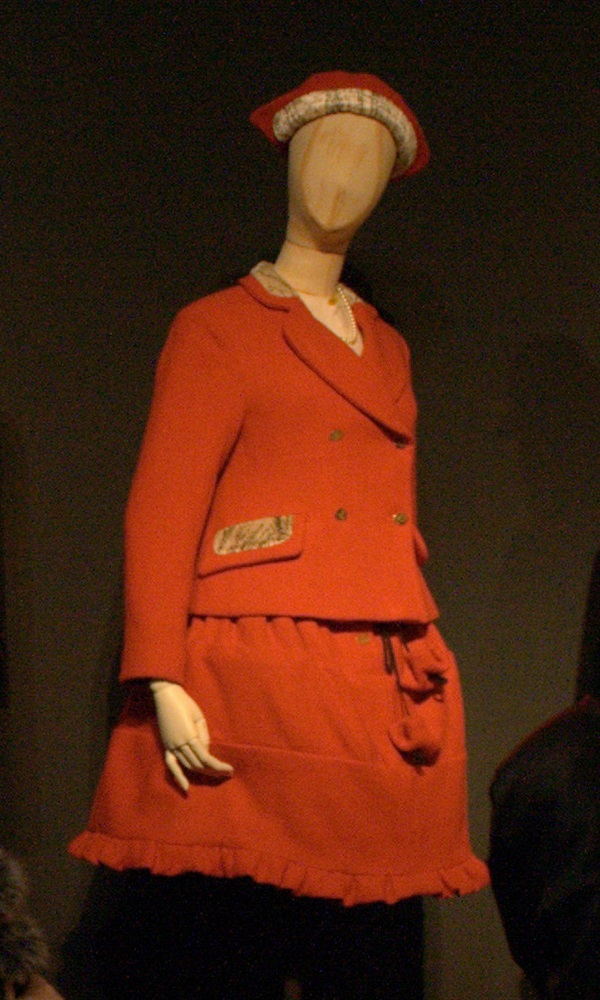
The 'Mini-Crini' 1985–87.
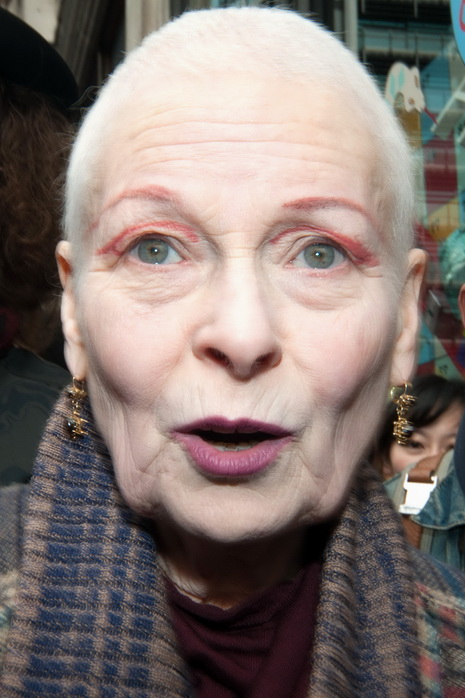
Vivienne Westwood 2014.